# Akt zemsty
Akt zemsty (ang. Act of Vengeance) – amerykański dramat kryminalny z 1986 roku w reż. Johna Mackenzie. Film powstał na podstawie książki Trevora Armbristera pod tym samym tytułem (Act of Vengeance). Przedstawia autentyczne wydarzenia.

## Opis fabuły
Stany Zjednoczone roku 1968. W jednej z kopalni węgla w Pensylwanii dochodzi do tragicznego w skutkach wypadku – ginie 80 górników. Asekuracyjna postawa lidera związku zawodowego górników Boyle'a, który od dłuższego już czasu reprezentuje interesy właścicieli kopalni, a nie robotników wywołuje niezadowolenie górników. Działacz związkowy i były wieloletni górnik, Polak z pochodzenia "Jock" Yablonski postanawia działać i zmienić związek. Wysuwa swoją kontrkandydaturę na przewodniczącego związku w nadchodzących wyborach. Zagrożony Boyle wynajmuje poprzez swojego współpracownika trzech zbirów z zadaniem zabicia "Jocka". Ci, po kilku nieudanych próbach, pewnej nocy mordują "Jocka" wraz z jego żoną i córką. Zanim to następuje "Jock" przegrywa sfałszowane wybory. Jednak dzieło ojca, po jego śmierci kontynuują jego dwaj synowie, a zabójcy wraz z ich mocodawcami nie uchodzą karzącej ręce sprawiedliwości.

## Obsada aktorska
- Charles Bronson – "Jock" Yablonski
- Keanu Reeves – Buddy
- Ellen Barkin – Annette Gilly
- Ellen Burstyn – Margaret Yablonski
- Wilford Brimley – Tony Boyle
- Raynor Scheine – Terrance Madden
- Tom Harvey – Warren Alexander
- Alf Humphreys – Ken Yablonski
- Peg Murray – Ellen Rogers
- Joseph Kell – Chip Yablonski
- Caroline Kava – Charlotte Yablonski
- Alan North – Albert Pass
- Robert Schenkkan – Paul Gilly
- Maury Chaykin – Claude Vealey
- William Newman – Ezra Morgan
- Hoyt Axton – Silous Huddleston
- Gordon Michael Woolvett – Bobby
- Dan Pawlick – Gary Skidmore
- Elena Kudaba – Martha
- Ken Pogue – Earl Skidmore
- Marc Strange – Pete
- Chuck Shamata – Millard Atler
- Jan Austin – Shirley
- James Bearden – William Prater
- Erin Noble – Laurie Skidmore
- Angie Gei – Jean Green
- Pam Hyatt – Gloria Fischer
- Robyn Jaffee – Wanda
- Jack Jessop – Thomas Peterson
- Paul McCallum – Billy

i inni.